# Адріан Влак
Адріа́н Влак (нід. Adriaen Vlacq; 1600—1667) — нідерландський видавець, математик і астроном XVII століття, найвідомішою працею якого був збірник таблиць логарифмів.

## Біографія
Адріан Влак народився у сім'ї судового засідателя (шеффена) Гауди Корнеліса Влака і Алтген Пітерс. Корнеліс брав участь у 1573 році у невдалій спробі визволення Гарлема від облоги. У 1632 році Адріан Влак оселився в Лондоні, але через десять років після початку громадянської війни в Англії він перебрався до Парижа. Останні роки життя провів у Гаазі.

## Зведені логарифмічні таблиці

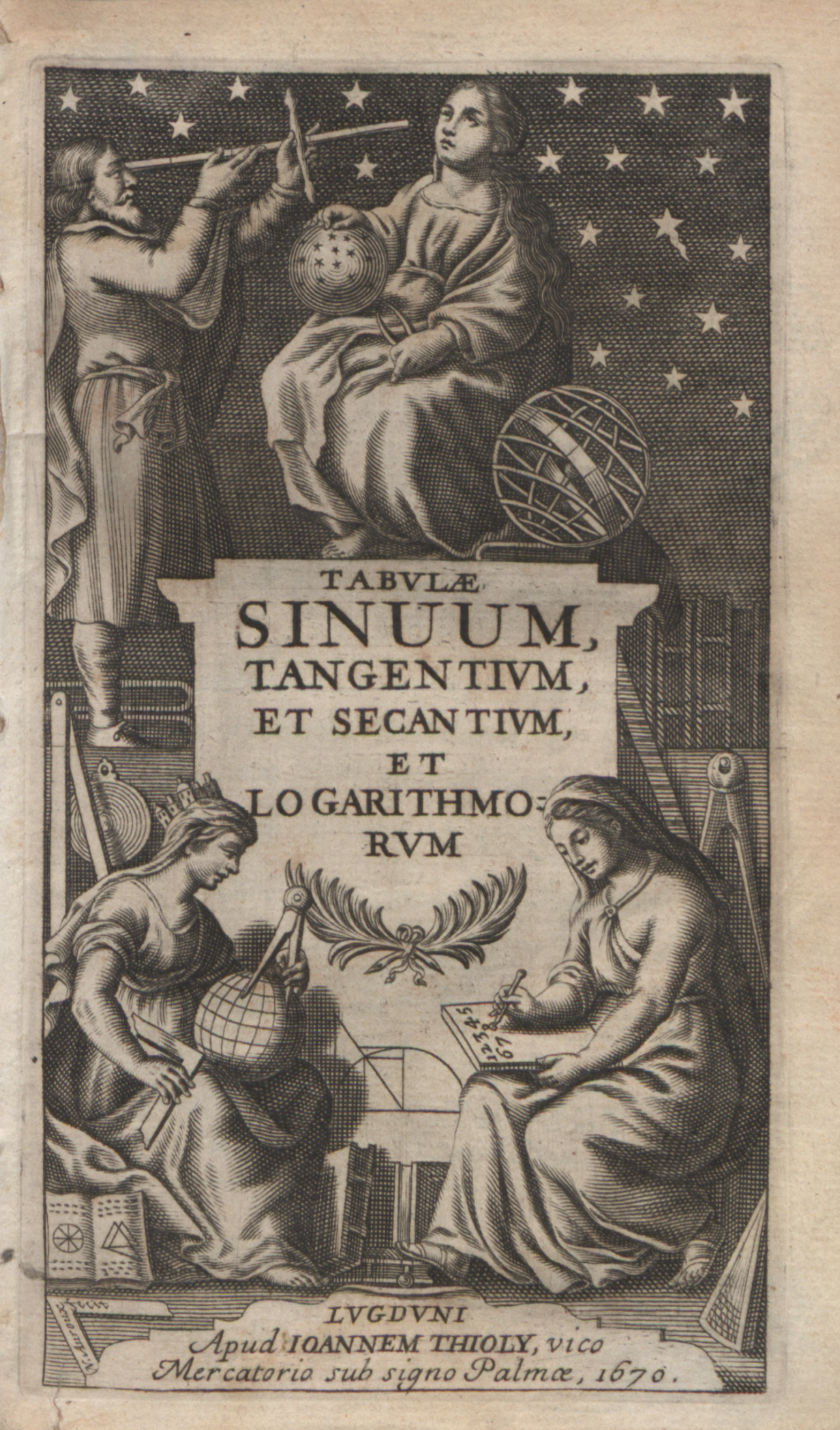
Tabulae (1670)

У 1626 і 1627 роках Влак і землемір з Гауди Езекііль де Декер опублікували свій «Nieuwe Telkonst» у двох частинах. Перша частина містить переклад з латини праць Джона Непера з вихідними таблицями і «De Thiende» Сімона Стевіна. У другій частині вони подали логарифми усіх чисел від 1 до 100 000 з точністю до десяти десяткових знаків. При цьому оригінальні логарифмічні таблиці Генрі Бріґґза в діапазоні від 1 до 20000 і від 90000 до 100000 було суттєво доповнено. У 1628 році Влак опублікував свою працю «Arithmetica logarithmica».
Не з'ясовано, хто робив розрахунки, Влак чи де Декер. Ван Пульє підсумовує, що вони робили розрахунки разом і взяли за основу праці англійського математика Бріґґза.

## Праці
- 1626 — Nieuwe Telkonst, перша частина (у співавторстві з Езекіілем де Декером)
- 1627 — Nieuwe Telkonst, друга частина (у співавторстві з Езекіілем де Декером)
- 1628 — Arithmetica logarithmica
- 1633 — Trigonometria Artificialis
- 1636 — Tabulae sinuum, tangentium et secantium et logarithmi sinuum, tangentium et numerorum ab initate ad 10000.

## Вшанування пам'яті
На честь Адріана Влака названо:
- місячний кратер Влак, діаметром 89,2 км;
- вулиця в Гауді, що отримала назву Adriaan Vlackstraat у 1907 році на його честь.